# 01011001
| Оценки критиков  | Оценки критиков |
| Источник         | Оценка          |
| ---------------- | --------------- |
| About.com        | [ 1 ]           |
| Allmusic         | [ 2 ]           |
| Dangerdog.com    | [ 3 ]           |
| Melodic.net      | [ 4 ]           |
| Metal Storm      | [ 5 ]           |
| Metal Storm (2)  | [ 6 ]           |
| Record Collector | [ 7 ]           |

01011001 (также Zero-One, рус. Ноль-один) — седьмой студийный альбом проекта Ayreon нидерландского музыканта Арьена Лукассена, выпущенный в 2008 году на лейбле InsideOut Music. Название альбома (01011001) является двоичным кодом представления таблицей ASCII символа Y, что в десятеричной системе счисления эквивалентно числу 89.

## Об альбоме

### Музыканты
В записи альбома принимали участие семнадцать вокалистов, включая Арьена Лукассена, что является самым большим количеством приглашённых музыкантов за всю историю проекта. Из них только Аннеке ван Гирсберген и Флор Янсен участвовали в записи предыдущих альбомов Ayreon: Into the Electric Castle и The Dream Sequencer соответственно. Также в числе приглашённых вокалистов — Боб Кэтли, Ханси Кюрш, Йорн Ланде и Стив Ли, для которого это гостевое появление стало последним перед смертью в 2010 году.

### Обложка
В интервью Лукассен отмечает, что обложка 01011001 «была нарисована настоящими красками без применения компьютерных технологий» художником Йефом Бертельсом, ранее рисовавшим обложки для альбомов Into the Electric Castle, The Dream Sequencer и The Human Equation. На картине изображена планета «Y» из сюжета альбома: она полностью покрыта водой, из которой поднимаются представители расы «Вечные».

### Сюжет
Давным-давно жители планеты «Y» — раса «Вечные» (англ. Forever) — ведомые желанием обрести вечную жизнь, превратились в киборгов и утратили возможность чувствовать какие-либо эмоции. В надежде вернуть забытые чувства Вечные отправляют свою ДНК на планету Земля, используя в качестве транспорта комету. Попадая на Землю, капсула даёт старт человеческому роду. Люди активно развивались, а Вечные начали вспоминать забытые эмоции. Несмотря на полученный результат, Вечным хотелось восстановить больше чувств. Для этого они вмешались в жизнь человечества, подтолкнув их на более быстрое развитие и дав знания, что в результате привело к ужасным последствиям, одним из которых стала киборгизация. В итоге жители Земли, будучи зависимы от машин, начали терять свои эмоции и воевать из-за перенаселения, то есть пошли по тропе собственного вымирания.
Вечные находят выход из ситуации, решив провести эксперимент с временно́й телепатией (англ. Time Telepathy Experiment), о котором шла речь в первом альбоме проекта The Final Experiment. Он заключается в «отправке» видений с неблагоприятным будущем человеческой расы в сознание одного из людей прошлого. Но несмотря на попытки менестреля Эйреона, принявшего видения, и предсказанного Мерлином «пророка» конца двадцатого века мистера Л эксперимент всё же проваливается, а человечество прекращает своё существование. В конечном итоге Вечные покидают Землю вместе с духом последнего представителя человеческой расы — Вселенским странником (англ. Universal Migrator — альбом The Universal Migrator).

## Список композиций
Музыка и тексты всех композиций написаны Арьеном Люкассеном при участии Аннеке ван Гирсберген в «Age of Shadows» и Йонаса Ренксе в «Waking Dreams», «Unnatural Selection» и «The Sixth Extinction».

### Обычное издание
Обычное издание включает в себя два CD со всеми композициями 01011001 и 28-страничный буклет с текстами песен и информацией о релизе.
| №                   | Название | Длительность |
| ------------------- | --- | ------------ |
| 1.                  | «Age of Shadows» (including «We are Forever»)                                                                                      | 10:47        |
| 2.                  | «Comatose» | 4:26         |
| 3.                  | «Liquid Eternity» | 8:10         |
| 4.                  | «Connect the Dots» | 4:13         |
| 5.                  | «Beneath the Waves» I. «Beneath the Waves» II. «Face the Facts» III. «But a Memory…» IV. «World Without Walls» V. «Reality Bleeds» | 8:26         |
| 6.                  | «Newborn Race» I. «The Incentive» II. «The Vision» III. «The Procedure» IV. «Another Life» V. «Newborn Race» VI. «The Conclusion»  | 7:49         |
| 7.                  | «Ride the Comet» | 3:29         |
| 8.                  | «Web of Lies» | 2:50         |
| Общая длительность: | Общая длительность: | 50:13        |

| №                   | Название | Длительность |
| ------------------- | --- | ------------ |
| 9.                  | «The Fifth Extinction» I. «Glimmer of Hope» II. «World of Tomorrow Dreams» III. «Collision Course» IV. «From the Ashes» V. «Glimmer of Hope (reprise)»          | 10:29        |
| 10.                 | «Waking Dreams» | 6:31         |
| 11.                 | «The Truth is in Here» | 5:12         |
| 12.                 | «Unnatural Selection» (Люкассен/Ренксе) | 7:15         |
| 13.                 | «River of Time» | 4:24         |
| 14.                 | «E=mc2» | 5:50         |
| 15.                 | «The Sixth Extinction» I. «Echoes on the Wind» II. «Radioactive Grave» III. «2085» IV. «To the Planet of Red» V. «Spirit on the Wind» VI. «Complete the Circle» | 12:18        |
| Общая длительность: | Общая длительность: | 52:02        |

### Специальное издание
Специальное издание содержит весь материал обычного издания и дополнительно включает в себя DVD с видео создания альбома, видеоклип на композицию «Beneath the Waves» в форматах 5.1 и 2.0, гайд-вокал с Арьеном Люкассеном на вокале, видеозаписи ударных с Эдом Уорби и аудиозапись со студийными ляпами.
| №  | Название                                                    | Длительность |
| -- | ----------------------------------------------------------- | ------------ |
| 1. | «Behind the Scenes – Making of 01011001» (процесс создания) |              |
| 2. | «Beneath the Waves» (CGI-видеоклип (5.1/2.0))               |              |
| 3. | «Guide Demos (audio)» (гайд-вокал)                          |              |
| 4. | «Ed Warby’s Session» (запись ударных)                       |              |
| 5. | «Bloopers (audio)» (ляпы)                                   |              |

### Коллекционное издание
Коллекционное издание содержит весь материал специального издания и дополнительно включает в себя 36-страничный буклет с расширенной информацией об альбоме.

### Японское издание
Японское издание содержит весь материал обычного издания и дополнительно включает в себя три бонусные гайд-вокал-аудиозаписи, одна из которых эксклюзивна и доступна только в этом издании.

## Участники записи

### Вокалисты
| «Вечные» - Боб Кэтли - Том С. Энгланд - Аннеке ван Гирсберген - Даниэль Гильденлёв - Флор Янсен - Ханси Кюрш - Йорн Ланде - Стив Ли - Магали Луйтен - Йонас Ренксе | «Люди» - Арьен Энтони Люкассен — Мистер Л в «The Truth is in Here», бэк-вокал в «Connect the Dots» - Лайзелот Хегт — медсестра мистера Л в «The Truth is in Here» - Симона Симонс — Simone в «Web of Lies» - Фидо Ксавье — PX в «Web of Lies» - Тай Тейбор — рабочий среднего класса в «Connect the Dots» - Марьян Уэльман — учёный 21-го века в «E=mc2» - Вудстик — учёный 21-го века в «E=mc2» |

### Инструменталисты
- Арьен Энтони Люкассен — электро- и акустическая гитары, бас-гитара, мандолина, клавишные, аналоговый синтезатор, хаммонд-орган и солина
- Эд Варби — ударные и перкуссия
- Бен Месот — скрипка
- Давид Фабер — виолончель
- Йерун Гуссенс — флейта; сопрано и тенор блокфлейта в «The Truth is in Here», бас-флейта в «Unnatural Selection», вистл в «River of Time»
- Лори Линструс — гитарное соло в «Newborn Race»
- Дерек Шеринян — клавишное соло в «The Fifth Extinction»
- Томас Бодин — клавишное соло в «Waking Dreams»
- Майкл Ромео — гитарное соло в «E=mc2»
- Юст ван ден Брук — клавишное соло и фортепиано в «The Sixth Extinction»

### Продюсирование
- Арьен Энтони Люкассен — звукозапись, сведение, мастеринг
- Йеф Бертельс — художник обложки